# Entodon adyris
Entodon adyris är en bladmossart som beskrevs av William Russell Buck 1993. Entodon adyris ingår i släktet Entodon och familjen Entodontaceae. Inga underarter finns listade i Catalogue of Life.